# Stockholms Kvinnliga Bandyklubb
Stockholms Kvinnliga Bandyklubb, grundad 1918, var en bandyklubb i Stockholm som bildades genom en utbrytning ur Stockholms Kvinnliga Idrottsklubb. Klubben startades av så kallade kontorsflickor. Klubben tränade på Laduviken och spelade ofta mot Kronprinsessans Hockeyklubb under 1920-talet.
1926 spelade klubben mot ett gästande finländskt lag inför 800 åskådare på Östermalms IP. Matchen slutade 4-1 till det finländska lagets fördel; Stockholms Kvinnliga Bandyklubb bjöds senare till Åbo för returmatch, som också slutade i förlust.
Under 1920-talet tävlade klubben även i andra grenar, som friidrott, handboll och simsport. Under de internationella kvinnospelen i Göteborg 1926 bidrog klubben med några av de svenska representanterna som Maj Jacobsson och Inga Gentzel i friidrott. I handboll spelade klubben i Klass I.
1927 bröt sig stora delar av A-laget ut och bildade Kvinnliga SK Artemis. Under andra halvan av 1929 upplöstes Stockholms kvinnliga Bandyklubb och uppgick i IK Göta; Stockholms Kvinnliga Bandyklubb återuppstod dock en kort period några år senare.